# 9nine LIVE 2016「BEST 9 Tour」in 中野サンプラザホール
『9nine LIVE 2016「BEST 9 Tour」in 中野サンプラザホール』（ナイン ライブ 2016 ベストナイン ツアー イン ナカノサンプラザホール）は、9nineの7作目のライブ・ビデオ。2016年12月21日にSME RecordsからBlu-rayとDVDで発売された。

## 概要
川島海荷の在籍する5人編成最後のライブツアー として東名阪3都市で開催された『9nine LIVE 2016「BEST 9 Tour」』から、川島にとって正真正銘の最終公演となった中野サンプラザでの夜公演「TOKYO FINAL NIGHT」を中心に収録。ツアー直前にリリースされたベストアルバム『BEST9』の収録曲を中心に「9nineらしい王道ライブ」をコンセプトに掲げ、東京会場では昼夜公演合わせて約4400人を動員。この公演をもって川島は9nineを脱退した。

## 内容
- - Overture

1. SHINING☆STAR
2. 少女トラベラー
3. 流星のくちづけ

- - MC1

1. HAPPY 7 DAYS
2. Brave
3. イーアル!キョンシー feat.好好!キョンシーガール

- - MC2

1. 愛 愛 愛
2. Just A 恋
3. Love me?

- - MC3

1. 3three
2. 9uestions
3. 茜色
4. Wonderful World

- - MC4

1. パリナイ
2. Evolution No.9
3. Re:
4. 困惑コンフューズ
5. With You/With Me (Album Ver.)

- - MC5

1. Cross Over

ENCORE
1. あと少しだけ

- - MC6

1. Fly
2. 9nine o'clock

W ENCORE
1. SHINING☆STAR

映像作品特典
1. Extra songs from 9nine LIVE 2016「BEST 9 Tour」in Nakano Sunplaza Hall
昼公演「TOKYO FINAL DAYTIME」より収録。
  1. MY ONLY ONE
  2. チクタク☆2NITE
  3. #girls
  4. モノクロ
  5. colorful
  6. シ、グ、ナ、ル。

2. The Document of 9nine LIVE 2016「BEST 9 Tour」in Nakano Sunplaza Hall
3. 48P撮り下ろしフォトブック